# Landschaftshaus

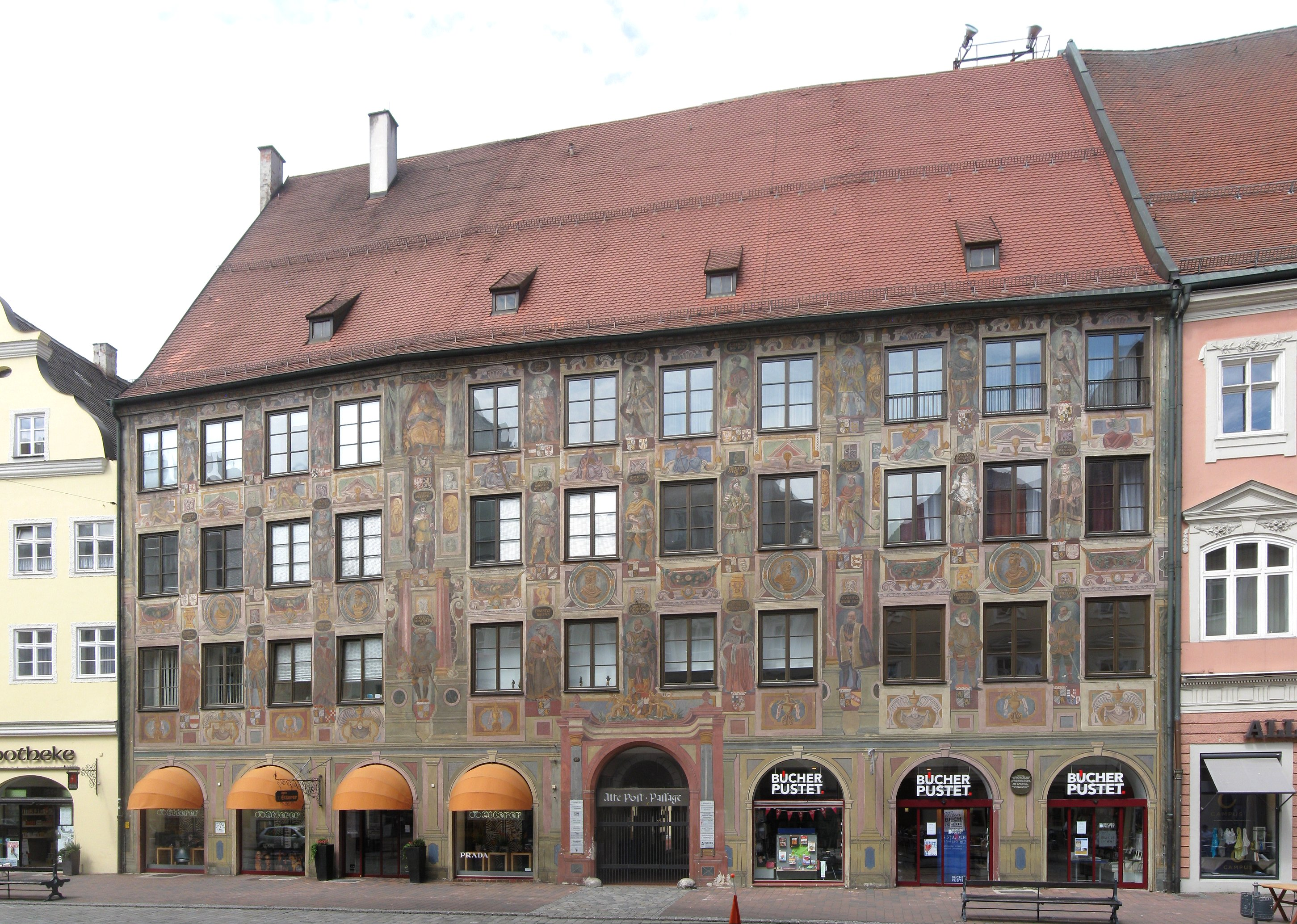
Antigua Landschaftshaus en Landshut.

La antigua Landschaftshaus es un edificio renacentista de cuatro  plantas situado en el centro de la localidad bávara de Landshut, Alemania.
El edificio se utilizaba para las juntas de la Landschaft (una especie de Cámaras de Comercio), en la que las representaciones de los estamentos de las sociedades medievales europeas se reunían con los regidores.

## Historia
El duque Otón III de Baviera emitió la Ottonische Handfeste en 1311 con la promesa de no aprobar nuevos impuestos sin el consentimiento de los grandes propietarios, eclesiásticos y seculares, del país. Luego se constituyeron las Landstände, compuestas por la nobleza, el clero y las ciudades.
El edificio, que era propiedad del regidor Bernhard Pätzinger, se adquirió en 1557, y se complementó con dos edificios más en los años 1597 y 1601, dando lugar al edificio actual. Las elaboradas pinturas de la fachada son obra de 1599 de Hans Georg Knauf siguiendo un diseño de Hans Pachmayr. En 1768 un pintor local, Simon Wolfgang Krätz, renovó las pinturas. El edificio se renovó de forma completa en 1861, trabajos en los que participaron los artistas muniqueses Valentin, Barth und Deckelmann. La última renovación se realizó con motivo de los daños sufridos durante la Segunda Guerra Mundial.

## Galería de imágenes

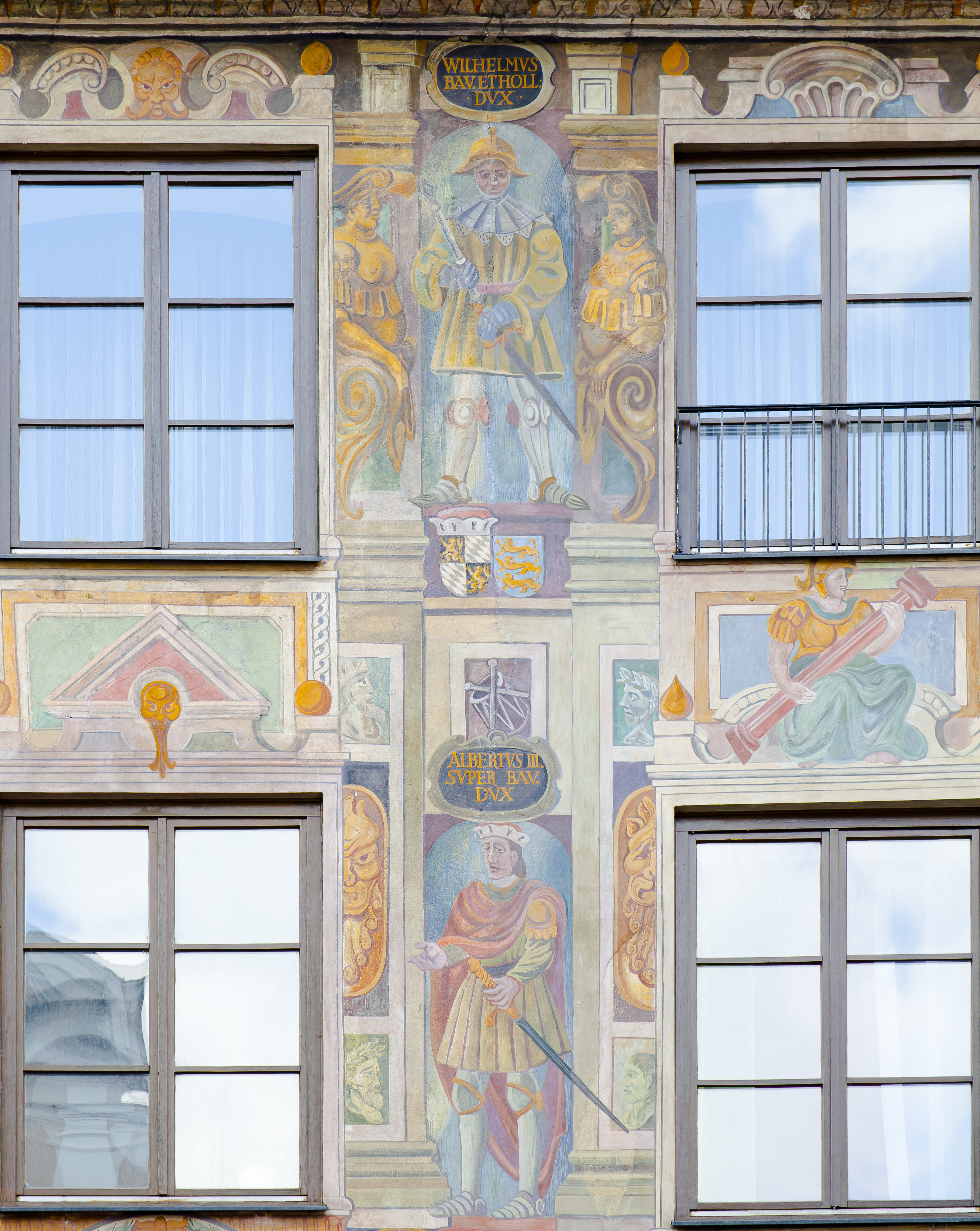
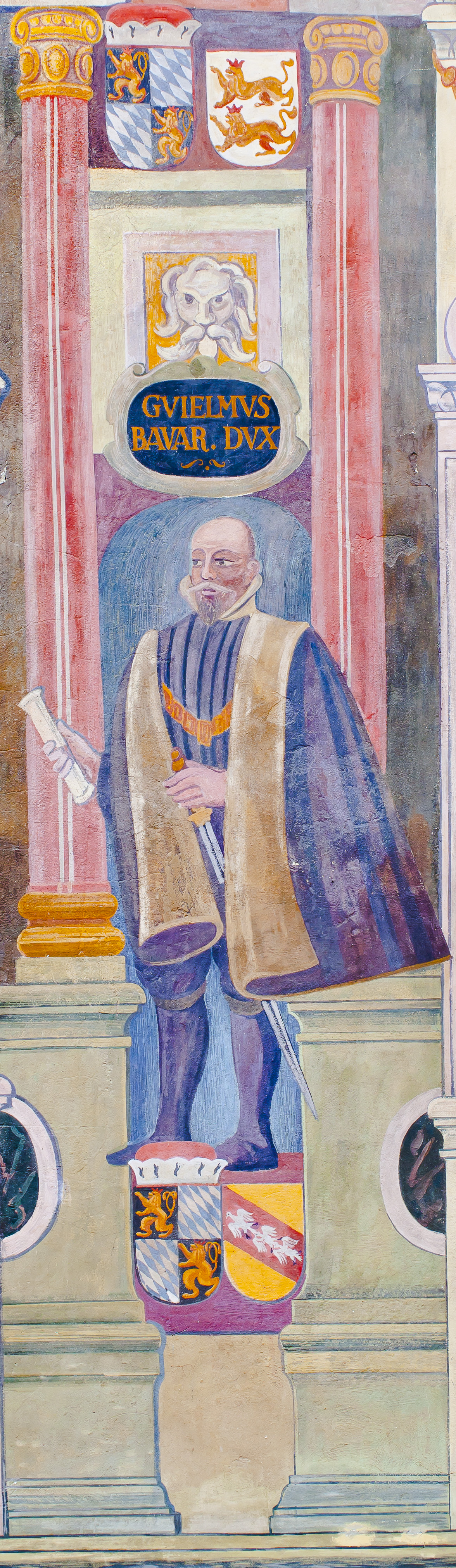
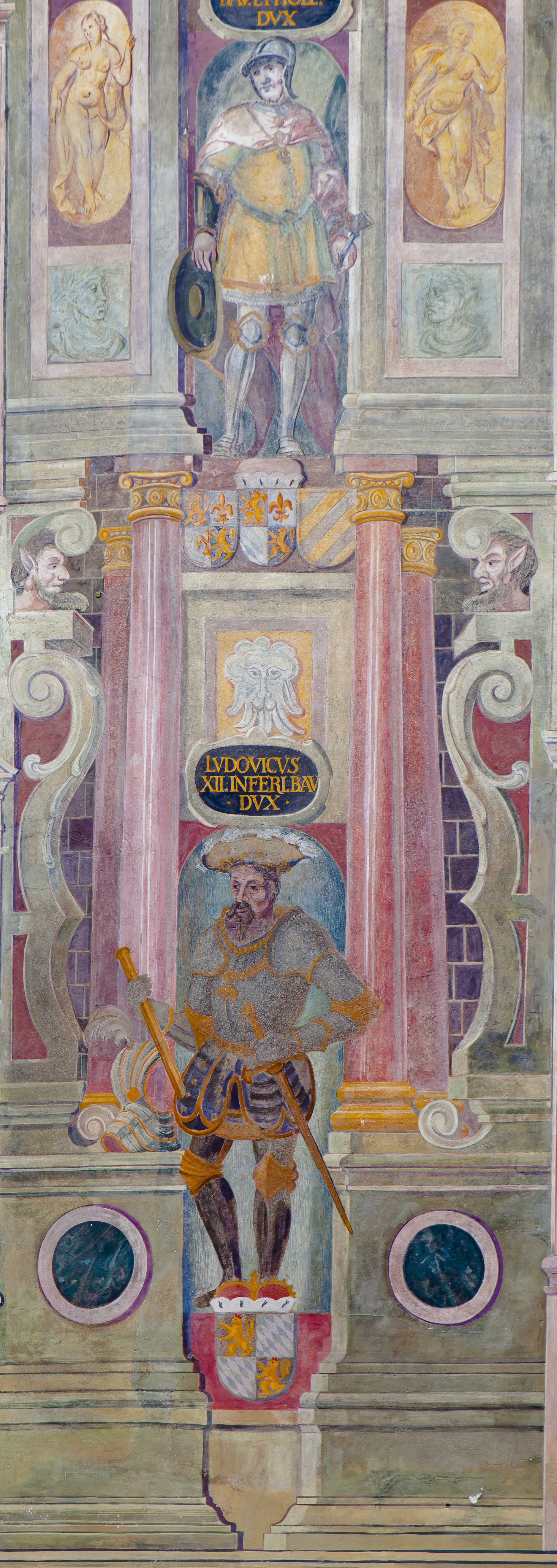
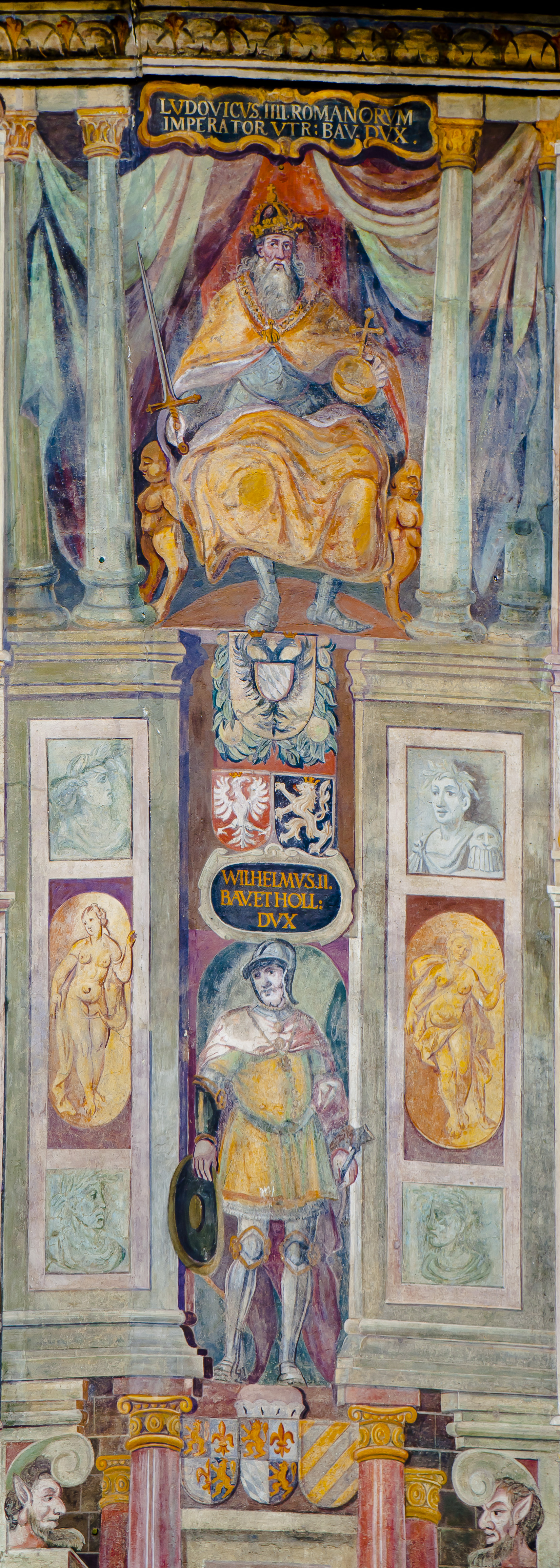
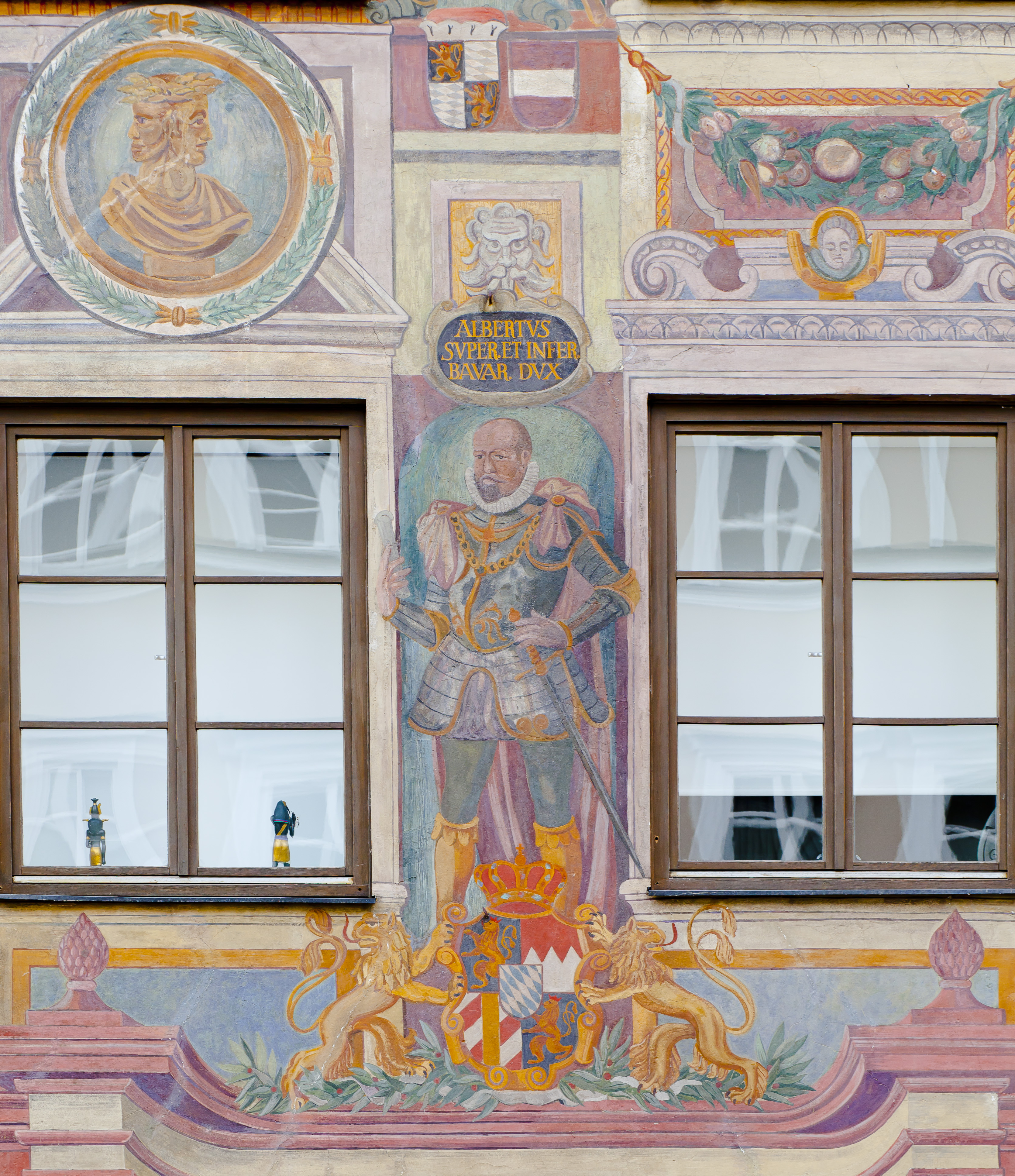